# ماشین درام

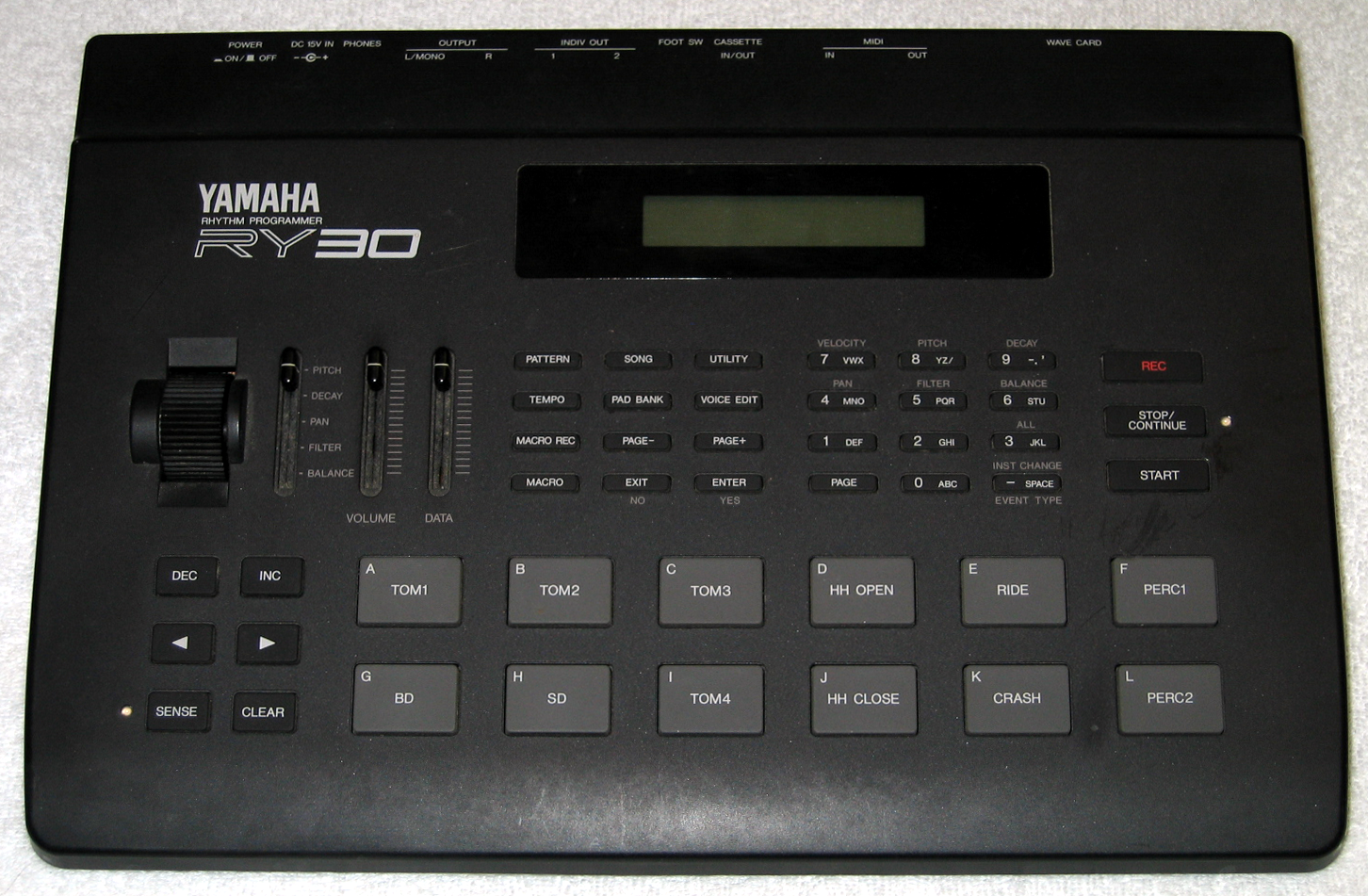
ماشین درام مدل یاماها RY30

ماشین درام (به انگلیسی: Drum machine) یک نوع ساز موسیقی الکترونیک است که برای تقلید صدای ساز درام و سازهای کوبه‌ای دیگر طراحی شده‌است. از این ساز تنها در موسیقی الکترونیک استفاده نمی‌شود و در سبک‌های مختلف موسیقی کاربرد دارد.
استفاده از این ساز در صورت عدم وجود موسیقی‌دان‌های فصلی نیز رواج دارد.